# Неприятности в раю
«Неприятности в раю» (англ. Trouble in Paradise) — романтическая комедия режиссёра Эрнста Любича, вышедшая на экраны в 1932 году. Свободная экранизация пьесы Ласло Аладара «Честный искатель» (венг. A Becsületes Megtaláló). Лента попала в список лучших фильмов года по версии Национального совета кинокритиков США, а в 1991 году была включена в Национальный реестр фильмов. Декорации в стиле ар-деко были разработаны главой художественного отдела Paramount Хансом Драйером, а платья были разработаны Трэвисом Бэнтоном.

## Сюжет
В Венеции встречаются профессиональный вор Гастон Монеску и воровка и карманница Лили, маскирующиеся под людей высшего общества. Они влюбляются и решают объединиться. Они приезжают в Париж и устраиваются на службу к знаменитой парфюмерше мадам Мариэтт Коле, намереваясь похитить крупную сумму из её сейфа. По ходу событий Коле флиртует с Монеску, и его начинает тянуть к ней.
На званом вечере Франсуа Филиба, один из кавалеров мадам Коле, видит Монеску и вдруг вспоминает, что тот ограбил его в Венеции, выдав себя за доктора. Монеску и Лили планируют бежать в ту же ночь, обчистив сейф…

## В ролях
- Мириам Хопкинс — Лили
- Кэй Фрэнсис — мадам Мариэтт Коле
- Герберт Маршалл — Гастон Монеску / Гастон Лаваль
- Чарльз Рагглз — майор
- Эдвард Эверетт Хортон — Франсуа Филиба
- Обри Смит — Адольф Ж. Жирон
- Роберт Грейг — дворецкий Жак
- Леонид Кинский — русский визитер
- Марион Байрон — горничная